# Mesorregión de los Pantanos Sur-Mato-Grossenses
La mesorregión de los Pantanos Sur-Mato-Grossenses es una de las cuatro mesorregiones del estado brasileño de Mato Grosso del Sur. Es formada por la unión de siete municipios agrupados en dos microrregiones.

## Microrregiones
- Aquidauana
- Bajo Pantanal

- Datos: Q775239